# 一志太夫
一志太夫（いちしたゆう）は、越後国・出羽国にあった皇大神宮（社）の神官の名跡。

## 歴史
元は伊勢神宮の神官で、伊勢国一志郡の人であったという。弘治3年（1557年）越後国魚沼郡堀之内に伊勢から皇大神宮を勧請して皇大神宮を草創し（現新潟県魚沼市の皇大神宮）、御師として越後に移ったという。もっとも同神宮は、一説に南北朝期頃には既に創設されていたとも言われる。
安土桃山時代には越後を支配していた上杉氏の庇護下にいたようで、上杉景勝の時代の『文禄三年定納員数目録』には、上杉家重臣の直江兼続配下の与板衆に組み込まれており、兵役を負担していることがわかる。また熊彦右衛門という代官を神宮に置いていた。
上杉氏が会津、米沢と移封するたびにそれに従っている。神宮には代官の長沼宮内をたびたび遣わしていたが、寛文8年（1668年）に米沢藩主上杉綱憲の命で米沢城東の福田村に皇大神宮を移転させた（現山形県米沢市立町の皇大神社）。同神社への奉仕は明治維新まで続くが、明治政府の神道政策で御師制度が廃止されるに伴い、明治4年（1871年）に一志太夫は伊勢へ帰り、神社も荒廃してしまった。